# District d'Arizona
Le district de l'Arizona est un district subordonné du département du territoire du Nouveau-Mexique créé le 30 août 1862 et transféré au département du Pacifique en mars 1865.

## Commandants du district d'Arizona (Département du Nouveau-Mexique)
Quartier-général à Franklin, au Texas, puis à Mesilla Post jusqu'en 1864.
- James H. Carleton 30 août 1862 - 5 septembre 1862
- Joseph R. West 5 septembre 1862 - 29 janvier 1864
- George W. Bowie 29 janvier 1864 - novembre 1864
- Joseph R. Smith novembre 1864 - 8 décembre 1864

## Commandant du district d'Arizona (département du Pacifique)
Quartier-général à Prescott, en Arizona
- John S. Mason 7 mars 1865 - 27 juillet 1865[2]

Le 27 juillet 1865, la division militaire du Pacifique est créée sous les ordres du major-général Henry W. Halleck, remplaçant le département du Pacifique, et est composé du département de Columbia et du département de Californie étendu, qui a absorbé le district de Californie méridionale, et qui se compose des États de Californie et du Nevada et du district du Nouveau-Mexique, dans le territoire du Nouveau-Mexique et du district de l'Arizona, dans le territoire de l'Arizona.
L'Arizona reste un district jusqu'à ce qu'il devienne le département d'Arizona au sein de la division militaire du Pacifique le 15 avril 1870. Le Colonel George Stoneman fait la transition de commandement du district vers le département, servant jusqu'au 4 juin 1871. Le nouveau département se compose du territoire de l'Arizona et de la Californie au sud d'une ligne allant de l'angle nord-ouest de l'Arizona jusqu'à Point Conception, de manière à inclure la plupart du Californie du Sud.

## Commandants du district d'Arizona (division militaire du Pacifique)
- Commandant John S. Mason, 7 mars 1865 - 30 avril 1866
- Lieutenant-colonel Henry D. Wallen, 10 juin au 11 août 1866
- Colonel Charles S. Lovell, 11 août 1866 - 12 octobre 1867
- Colonel Thomas L. Crittenden, 12 octobre 1867 - 29 août 1868
- Colonel Thomas C. Devin, 29 août 1868 - 16 août 1869
- Colonel George Stoneman, 16 août 1869 - 3 mai 1870

## Postes
- Fort Buchanan, 1856-1861, 1862
- Fort Breckenridge 1857-1861, fort Stanford 1862, camp Wright 1865, camp Grant 1865-1873
- Fort Mojave 1858-1861, 1863-1890
- Fort Tucson 1860-1862
  - Tucson Armory 1862-1864
- Fort Barrett, 1862
- Fort Bowie, 1862-1894
- Mission Camp, près de Nogales, 1862
- Fort Tubac, 1862-1865, 1866-1868
- Camp La Paz, septembre 1863 – 1864, sous le poste de fort Mohave entre Olive City et La Paz, Arizona.
- Camp à Bear Springs, 1863-1864
- Fort Cerro 1863 - ?
- Fort Canby, 1863-1864
- Camp Clark, 1863-1864
  - Fort Whipple 1864-1869
- Camp sur le fleuve Colorado, Camp Colorado 1864 - 1871, près de Parker
- Camp Pomeroy, 1863
- Fort Verde 1864 - 1866
- Yuma Depot 1864 - 1891
- Camp Alexander (territoire de l'Arizona), 1867, entre le fort Mohave et unr relais à Beale's Springs.
- Camp Willow Grove, 1867 - 1869, au sud de Valentine
- Camp Devin, rebaptisé Camp Toll Gate jusqu'en 1870, Camp Hualpai, de 1869 à 1873, près de Paulden